# Liste der Municipios in Sinaloa

Lage der Municipios im Bundesstaat Sinaloa

Der mexikanische Bundesstaat Sinaloa ist in 18 Verwaltungsbezirke (Municipios) unterteilt. Die Verwaltungsbezirke werden aus 5.495 Ortschaften (span. Localidades) (davon 90 urbane = städtische) gebildet. Zu den ländlichen Gemeinden (Pueblos) zählen ebenso Farmen (Ranchos, Haziendas) und andere alleinstehende Gebäude (Mühlen, Poststationen, Tankstellen usw.). Die Zahl der Ortschaften ist in den letzten Jahren rückläufig (2000: 6.263; 2010: 5.845).
| Schlüs- sel          | Municipio            | Verwaltungssitz (Cabecera Municipal) | Fläche [km²] | Einwohnerzahl | Einwohnerzahl | Einwohnerzahl | Bevöl- kerungs- dichte [Ew. pro km²] | Anzahl der Orte (Localidades) |
| Schlüs- sel          | Municipio            | Verwaltungssitz (Cabecera Municipal) | Fläche [km²] | 2000          | 2010          | 2020          | Bevöl- kerungs- dichte [Ew. pro km²] | Anzahl der Orte (Localidades) |
| -------------------- | -------------------- | ------------------------------------ | ------------ | ------------- | ------------- | ------------- | ------------------------------------ | ----------------------------- |
| 001                  | Ahome                | Los Mochis                           | 3.995,36     | 359.146       | 416.299       | 459.310       | 115,0                                | 379                           |
| 002                  | Angostura            | Angostura                            | 1.901,98     | 43.827        | 44.993        | 44.093        | 23,2                                 | 123                           |
| 003                  | Badiraguato          | Badiraguato                          | 4.836,32     | 37.757        | 29.999        | 26.542        | 5,5                                  | 412                           |
| 004                  | Concordia            | Concordia                            | 3.214,65     | 27.815        | 28.493        | 24.899        | 7,7                                  | 313                           |
| 005                  | Cosalá               | Cosalá                               | 2.167,28     | 17.269        | 16.697        | 17.012        | 7,8                                  | 151                           |
| 006                  | Culiacán             | Culiacán Rosales                     | 2.172,05     | 745.537       | 858.638       | 1.003.530     | 462,0                                | 126                           |
| 007                  | Choix                | Choix                                | 6.305,00     | 29.355        | 32.998        | 29.334        | 4,7                                  | 926                           |
| 008                  | Elota                | La Cruz                              | 4.169,82     | 49.471        | 42.907        | 55.339        | 13,3                                 | 371                           |
| 009                  | Escuinapa            | Escuinapa de Hidalgo                 | 1.643,35     | 50.438        | 54.131        | 59.988        | 36,5                                 | 103                           |
| 010                  | El Fuerte            | El Fuerte                            | 1.554,63     | 89.515        | 97.536        | 96.593        | 62,1                                 | 98                            |
| 011                  | Guasave              | Guasave                              | 2.938,16     | 27.7402       | 28.5912       | 28.9370       | 98,5                                 | 549                           |
| 012                  | Mazatlán             | Mazatlán                             | 2.531,37     | 380.509       | 438.434       | 501.441       | 198,1                                | 386                           |
| 013                  | Mocorito             | Mocorito                             | 2.800,56     | 50.082        | 45.847        | 403.58        | 14,4                                 | 270                           |
| 014                  | Rosario              | El Rosario                           | 2.330,69     | 47.934        | 49.380        | 52.345        | 22,5                                 | 321                           |
| 015                  | Salvador Alvarado00  | Guamúchil                            | 2.634,68     | 73.303        | 79.085        | 79.492        | 30,2                                 | 196                           |
| 016                  | San Ignacio          | San Ignacio                          | 773,55       | 26.762        | 22.527        | 19.505        | 25,2                                 | 88                            |
| 017                  | Sinaloa              | Sinaloa de Leyva                     | 5.070,13     | 85.100        | 88.282        | 786.70        | 15,5                                 | 145                           |
| 018                  | Navolato             | Navolato                             | 6.325,76     | 145.622       | 135.603       | 149.122       | 23,6                                 | 538                           |
| 25 Estado de Sinaloa | 25 Estado de Sinaloa | Culiacán                             | 005.7365,36  | 002.536.844   | 002.767.761   | 003.026.943   | 52,8                                 | 5.495                         |